# Chapelle Saint-Barthélemy de Montluel
Pour les articles homonymes, voir Église Saint-Barthélémy.
La chapelle Saint-Barthélémy est située sur la commune de Montluel, dans le département de l'Ain, en France.

## Le site

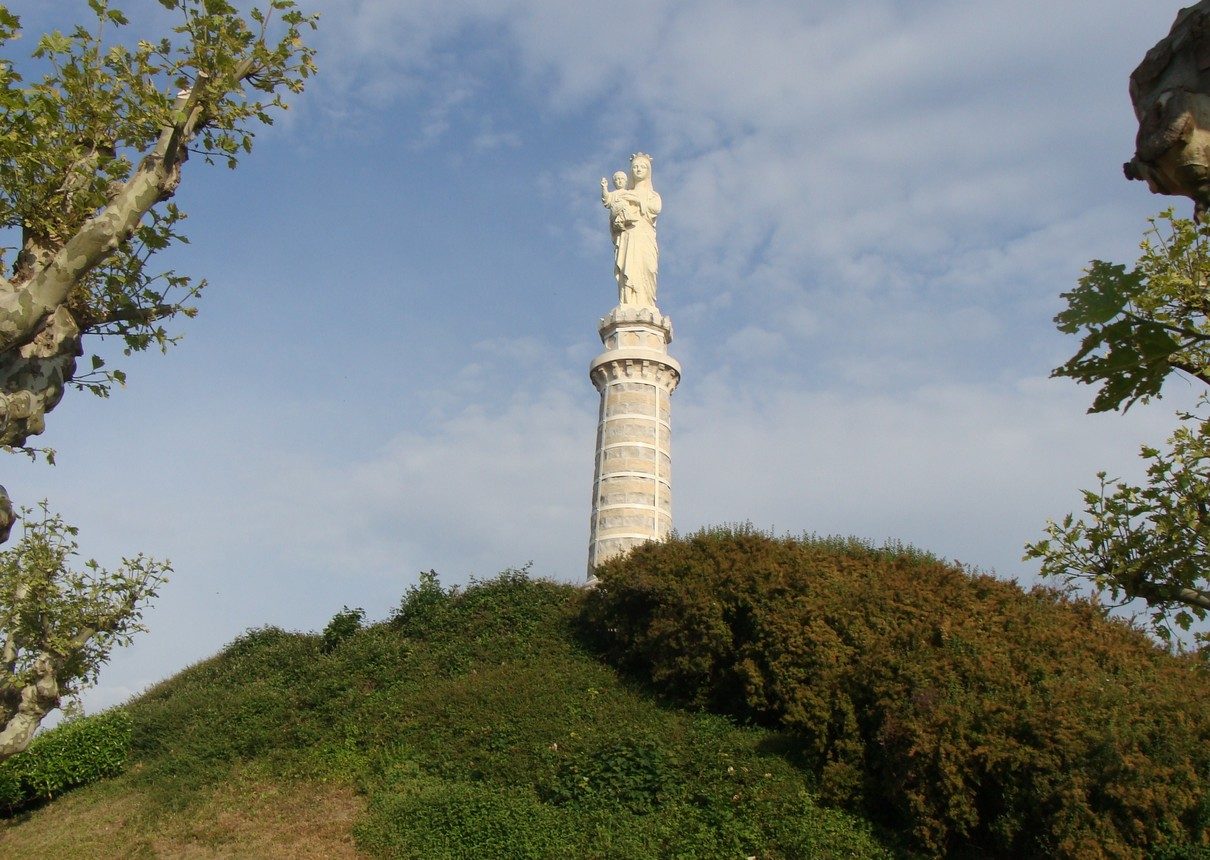
La Vierge monumentale.

La chapelle Saint-Barthélémy est située sur la Côtière qui borde la Dombes au sud. Elle domine de 80 mètres la ville de Montluel et la plaine du Rhône. Devant la chapelle s'étend un cimetière.
Tout à côté de la chapelle, sur une butte culminant à 292 mètres d'altitude, est érigée une monumentale statue de Vierge à l'enfant, datée de 1869, et portant sur son socle l'inscription intitulée « MONSTRA TE ESSE MATREM » (Montrez-vous notre mère). L'inscription est un poème de six alexandrins en rimes a-b-a-b-a-b :
Nous avons, ô Marie, écouté notre amour,
En plaçant dans ces lieux votre image si chère,
Pour être de nos murs la défense et la tour,
Et les siècles verront, ô Vierge tutélaire,
Nos enfants à vos pieds prosternés à leur tour,
Vous répéter encor : Montrez-Vous notre Mère.
1869
En retrait, au milieu de quelques ruines d'un ancien château médiéval, un théâtre de verdure a été aménagé.
Le site est ouvert au public et accessible en voiture depuis la ville de Montluel.

## Historique

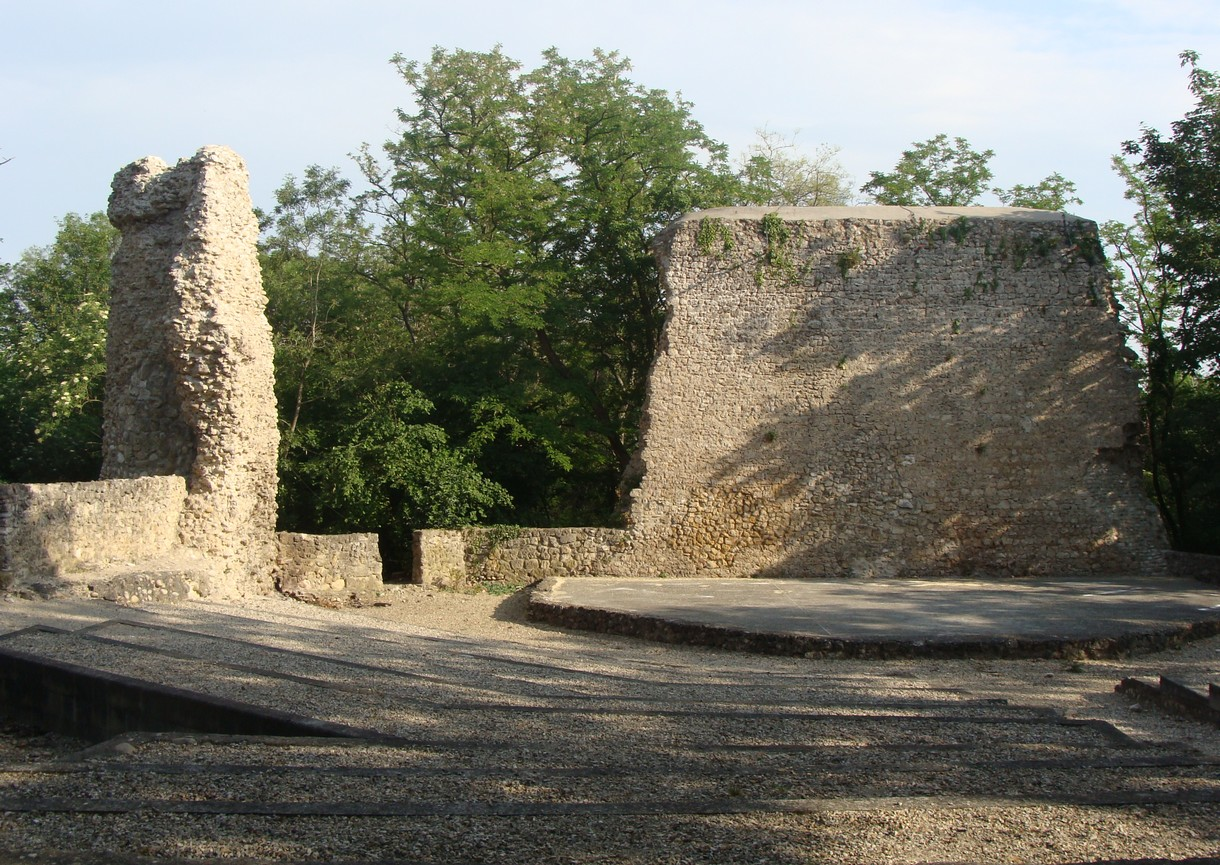
Les ruines du château.

Sur cette butte se trouvait au XIIIe siècle le château des sires de Montluel, dont il ne reste aujourd'hui que des ruines. Humbert, seigneur de Montluel, et sa femme Alix de la Tour, décide de la construction d'une nouvelle chapelle en l'honneur de saint Barthélémy, apôtre. En 1289, la chapelle castrale est érigée en église paroissiale. En 1349 l'église est dévastée lors d'une chevauchée savoyarde.
Abandonnée au XVIIe siècle, endommagée lors de la Seconde Guerre mondiale, la chapelle a été restaurée en 1955.  La chapelle est inscrite au titre des monuments historiques par arrêté du 11 octobre 1930.

## Architecture
À la suite des destructions partielles dont il a été victime, le bâtiment reste curieusement formé de deux corps accolés, l'entrée se faisant sur le corps nord, tandis que le clocher, reconstitué, est porté par l'autre corps de bâtiment en forme de tour carrée. La construction assemble grossièrement des pierres non taillées, sauf pour les angles de murs, des galets ronds issus des terrains morainiques environnants, et des rangées de brique rouge. La restauration a été effectuée avec les mêmes matériaux que la construction initiale.
Les murs extérieurs actuels portent la trace de voûtes en ogives. Le portail d'entrée est encadré de deux piliers avec chapiteaux sculptés, et surmonté d'une imposte portant une dédicace en latin. Sur une des faces de la tour-clocher, une fenêtre ogivale d'inspiration gothique reste au milieu d'une arcade, témoin d'un ancien bâti disparu.

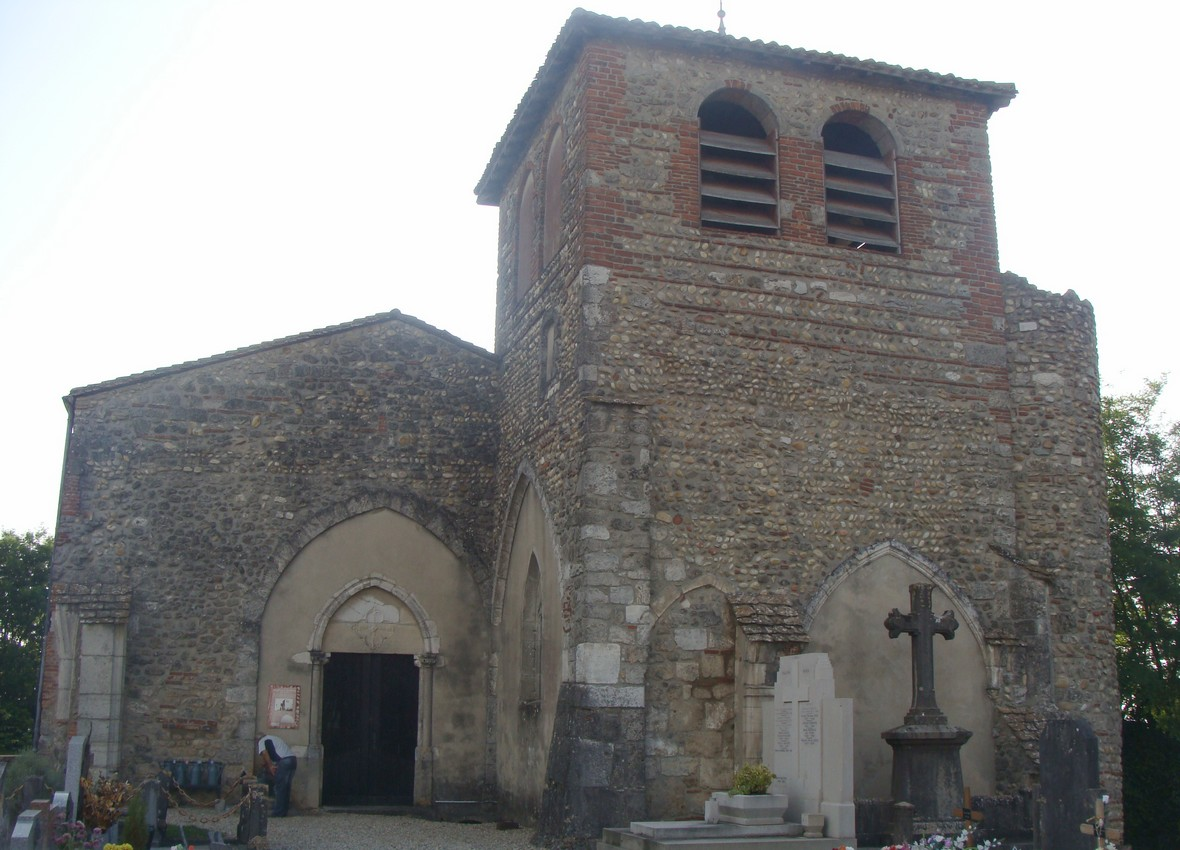
La façade Ouest.
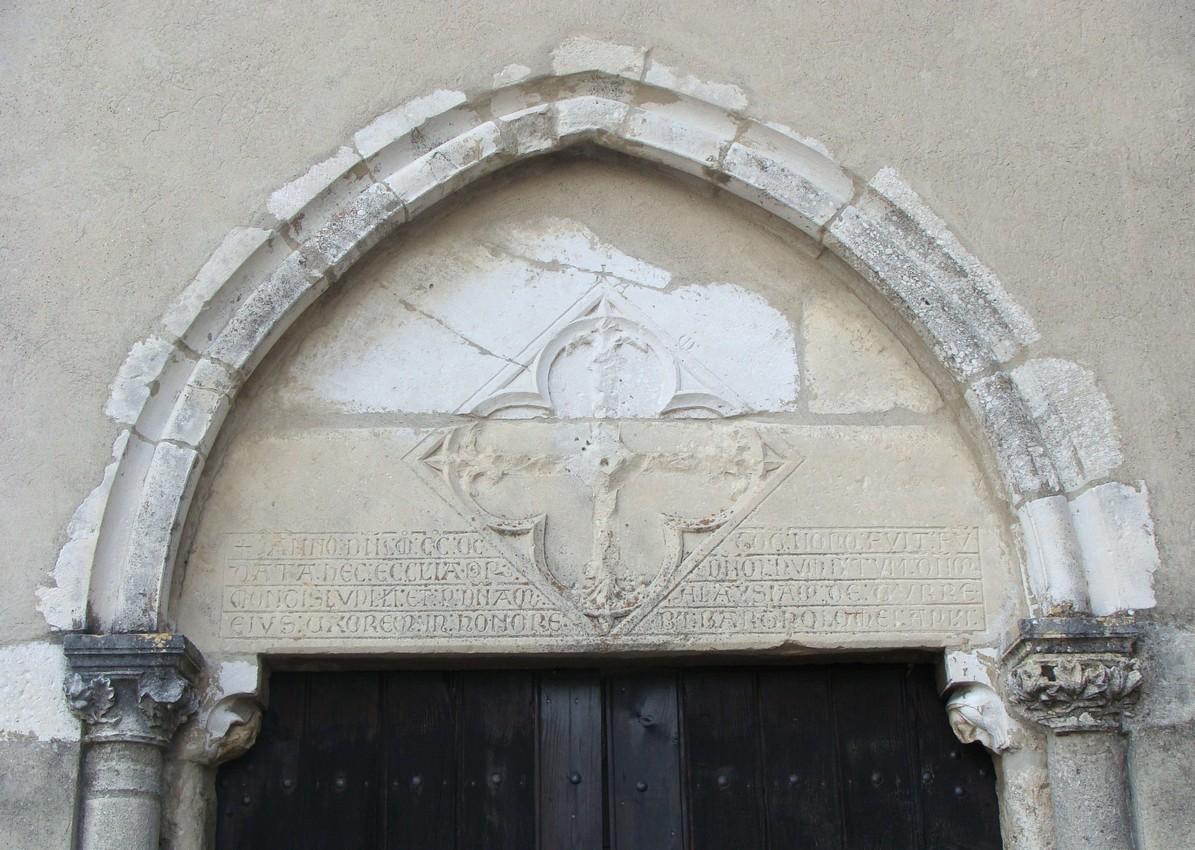
Détail du portail.
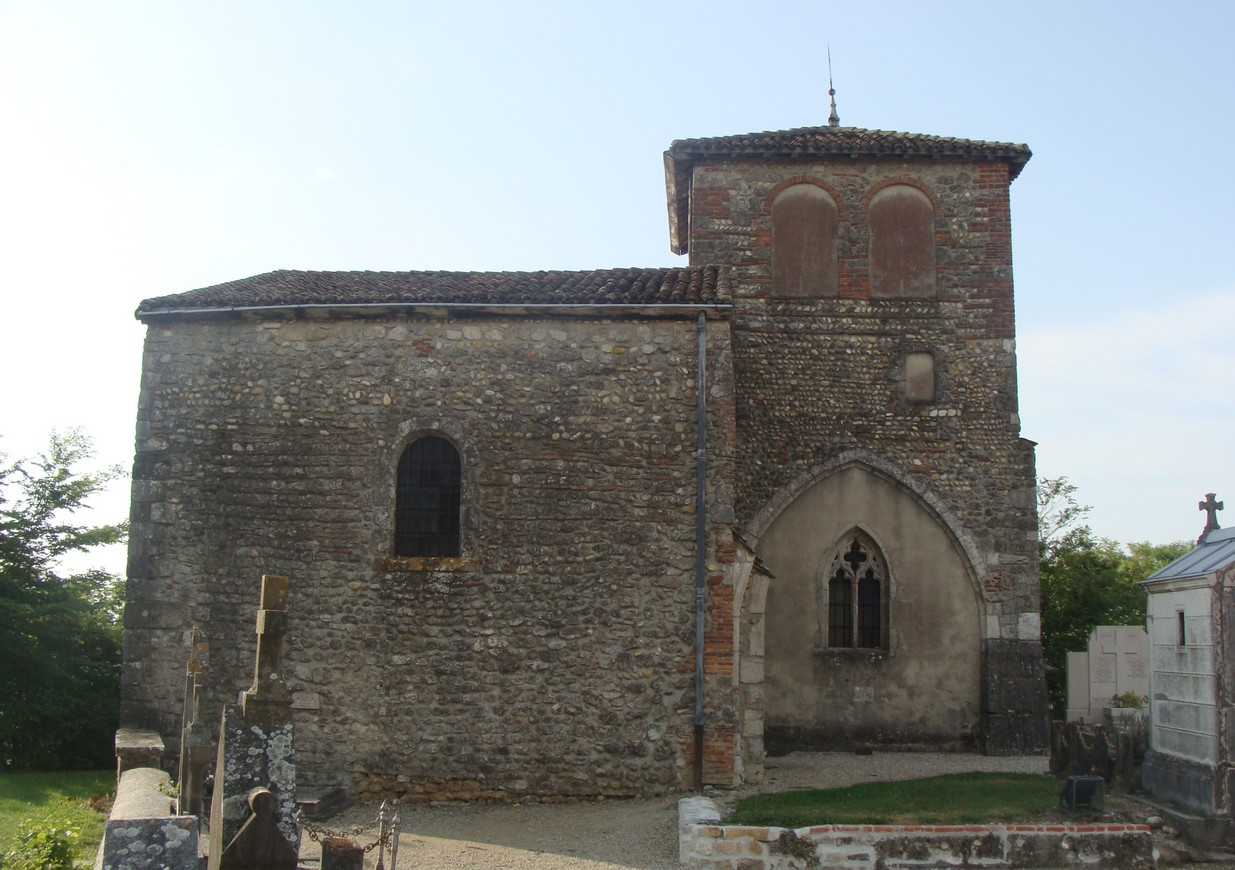
La façade Nord